# Quinestrolo
Il quinestrolo (conosciuto anche con il nome di quinestrolum) è l'etere ciclo pentil fenolico dell'etinilestradiolo, è perciò un estrogeno di sintesi, utilizzato nella terapia ormonale sostitutiva. La somministrazione di quinestrolo come effetto accessorio può determinare un aumento dei trigliceridi plasmatici, ma una contemporanea riduzione degli acidi grassi liberi e del colesterolo.

## Farmacodinamica
Il farmaco migliora il trofismo del tratto vulvo-vagino-cervicale dell'apparato genitale femminile, stimolando la secrezione cervicale e promuovendo la proliferazione dell'epitelio vaginale. La sua attività a livello endometriale è decisamente inferiore.

## Farmacocinetica
Il farmaco viene somministrato per via orale ed è ben assorbito dal tratto gastrointestinale. Si distribuisce rapidamente nei vari tessuti e subisce il metabolismo epatico ad opera del citocromo P450 (CYP450) essendo quindi escreto in prevalenza con la bile ed andando incontro a ricircolo entero-epatico.

## Usi clinici
Il quinestrolo viene impiegato nella cosiddetta terapia ormonale sostitutiva per trattare i sintomi vulvo-vaginali in menopausa e post-menopausa ed in generale il disagio della donna causato dalla diminuiti livelli circolanti di estrogeni. Il farmaco si è dimostrato efficace nella soppressione della lattazione, in genere senza provocare dolore o tensione mammaria. Il farmaco potendo inibire l'ovulazione è stato anche utilizzato come contraccettivo orale, spesso in associazione con il quingestanolo.

## Effetti collaterali ed indesiderati
Tra gli effetti collaterali più comuni in corso di terapia si segnalano epigastralgia, senso di tensione gastrica, sanguinamento vaginale, cefalea, vertigini, nausea e vomito, sensazione di tensione mammaria, ritenzione idrica, tendenza all'aumento ponderale, riduzione del tono dell'umore. La terapia con quinestrolo può interferire con la coagulazione del sangue. I cambiamenti indotti nella coagulazione del sangue e nella fibrinolisi sono simili a quelli riportati durante la terapia orale contraccettiva con altre sostanze e potrebbero indicare un aumento del rischio trombotico.

## Controindicazioni
Il farmaco è controindicato nei soggetti con ipersensibilità nota al principio attivo ed in generale ad altri estrogeni.
È controindicato anche in caso di gravidanza o nel periodo dell'allattamento, oltre che in presenza di anomali sanguinamenti vaginali.

## Dosi terapeutiche
Nella inibizione della lattazione il quinestrolo viene somministrato per via orale alla dose di 2 mg o 4 mg al giorno.

## Interazioni
L'uso di quinestrolo, come pure di altri estrogeni, può aumentare il rischio di epatotossicità associata alla terapia con dantrolene.

I farmaci caratterizzati da un effetto di induzione enzimatica nel fegato, ad esempio barbiturici, idantoina, carbamazepina, meprobamato, fenilbutazone, rifampicina ed altri, possono diminuire l'effetto degli estrogeni.